# Raza Assaf
Assaf es una raza ovina de aptitud láctea procedente de Israel. La raza Assaf es producto del cruce entre la raza siria Awassi y la alemana Frisia Oriental o Milchschaf.

## Origen
En 1955 investigadores de la Organización de Investigación Agraria israelí iniciaron, en el Instituto Volcani de Investigaciones Agrícolas, un proyecto con el fin de mejorar la fertilidad de la oveja Awassi. Combinando la genética de las razas 3/8 de Frisia Oriental y 5/8 de Awassi surgió la Assaf, como la mejor combinación de todas.
La raza Assaf se creó con la finalidad inicial de que tuviera la doble aptitud leche y carne, combinado con una buena adaptación al medio físico israelí. Es una oveja de alta producción lechera y buena ordeñabilidad en máquina de ordeño.

## En España
Los primeros núcleos de ovejas Assaf fue introducido en España entre los años 1977 y 1980 en la provincia de León. Hasta 1985 se fueron vendiendo, a partir de esos núcleos, sementales a otros ganaderos de la zona y, por cruzamiento de absorción de machos Assaf con ovejas de las razas Churra y Castellana, se fue extendiendo y formándose la raza Assaf española en Castilla y León en primer lugar, y en el resto de España posteriormente.
La raza Assaf se ubica en España sobre todo en la comunidad de Castilla y León, donde se estima una población de 500 000 ovejas en pureza y 400 000 cruzadas, con la mayor concentración de explotaciones ubicada en la cuenca del Duero, en las provincias de Zamora, León, Valladolid, Palencia y Salamanca. Además también existen rebaños en otras regiones como Navarra, Castilla-La Mancha, Andalucía, Comunidad Valenciana y Extremadura.

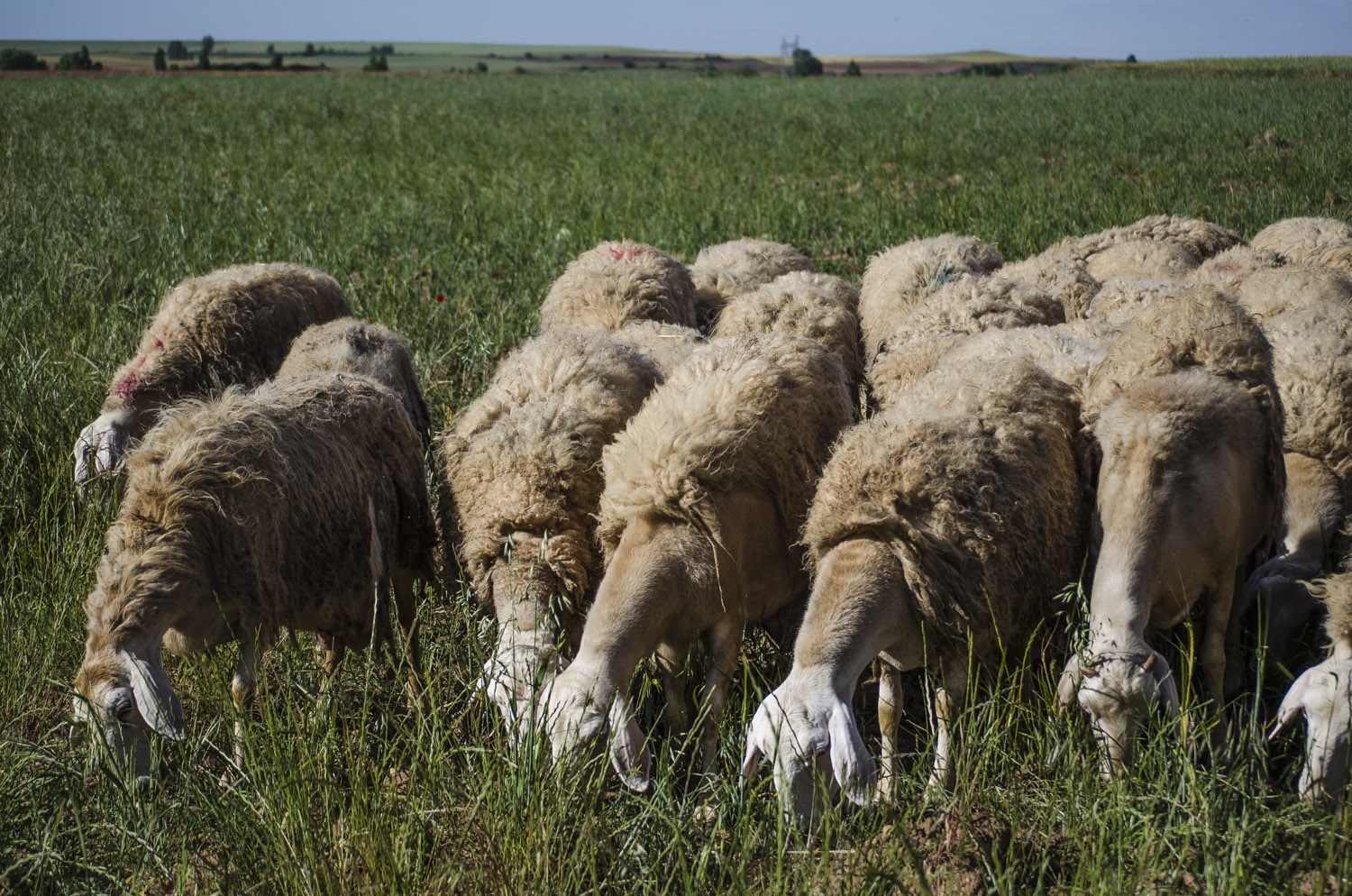
Ovejas de raza Assaf en Sotresgudo. Burgos. España.

## En Portugal
El primer núcleo de ovejas de esta raza se introdujo en Portugal en 1991. Según datos de 2006, el número de cabezas era de 15 000 en pureza y de otras 15 000 cruzadas. 
Se distribuye, sobre todo, en el Alentejo, Beira Interior Norte y Sur y en Estremadura

## En América
Esta raza también se ha introducido en Chile (1998) y Perú (2006).

## Producciones medias
CarneRendimiento del 46% a la canal.
LecheProducción por lactación 400 l. Duración de la lactación 180 días. Número de lactaciones por oveja 6. Proteínas en leche 5,4%. Grasa en leche 6,65%.
LanaEntrefina. Peso del vellón 5 kg en machos y 2,8 kg en hembras. Color blanco. Diámetro de la fibra 30 µ.